# Шамов, Владимир Владимирович
Влади́мир Влади́мирович Ша́мов (род. 12 июня 1962 года, гор. Хабаровск) — российский ученый-гидролог. Руководитель лаборатории гидрологии и климатологии Тихоокеанского института географии ДВО РАН, действительный член Международной ассоциации гидрологических наук (IAHS), ветеран ДВО РАН. Доктор географических наук.

## Биография
В. В. Шамов родился 12 июня 1962 года в г. Хабаровске. Женат, имеет пятерых дочерей.

### Образование
В 1984 году окончил геофизический факультет Дальневосточного государственного университета по специальности «Гидрология» с присвоением квалификации «Инженер-гидролог».
В 1994 году защитил диссертацию в Институте географии имени В. Б. Сочавы СО РАН на соискание ученой степени кандидата географических наук по теме «Водный режим мелиорируемых торфяных массивов Нижнего Приамурья».
В 1996 году присвоено ученое звание старшего научного сотрудника по специальности 11.00.07 «Гидрология суши, водные ресурсы, гидрохимия».
В 2018 году защитил диссертацию в Тихоокеанском институте географии ДВО РАН на соискание ученой степени доктора географических наук по теме «Пространственно-временная организация приповерхностного влагооборота в геосистемах юга Дальнего Востока».
В. В. Шамов проходил стажировки в ведущих научных организациях в области ГИС-технологий, инженерной и экспериментальной гидрологии в США (1999, Ecology Center), Нидерландах (2007, TU Delft), Австрии (2007, TU Wien), Японии (2008, RIHN) и Словакии (2013, Inst. of Hydrology).

### Научная карьера
- 1984 — лаборант Хабаровского комплексного НИИ ДВНЦ АН СССР
- 1984—1985 — стажер-исследователь Хабаровского комплексного НИИ ДВНЦ АН СССР
- 1985—1986 — младший научный сотрудник Хабаровского комплексного НИИ ДВНЦ АН СССР
- 1987—1992 — младший научный сотрудник Института водных и экологических проблем ДВО РАН (ИВЭП ДВО РАН)
- 1992—1995 — научный сотрудник ИВЭП ДВО РАН
- 1995—2004, 2007—2010 — старший научный сотрудник ИВЭП ДВО РАН
- 1996—2008 — член ученого совета ИВЭП ДВО РАН
- 2004—2007 — ученый секретарь ИВЭП ДВО РАН
- 2010—2013 — старший научный сотрудник Тихоокеанского института географии ДВО РАН (ТИГ ДВО РАН)
- 2013—2015, 2017—2019 — ведущий научный сотрудник ТИГ ДВО РАН
- 2015—2017 — заведующий лабораторией гидрологии и климатологии ТИГ ДВО РАН
- с 2015 — член ученого совета ТИГ ДВО РАН, сопредседатель секции физической географии, палеогеографии и геоэкологии Учёного совета ТИГ ДВО РАН
- с 2017 — ведущий научный сотрудник, осуществляющий руководство лабораторией гидрологии и климатологии ТИГ ДВО РАН
- с 2019 — главный научный сотрудник ТИГ ДВО РАН, осуществляющий руководство лабораторией гидрологии и климатологии ТИГ ДВО РАН
- с 2022 — член экспертного совета ВАК при Минобрнауки РФ по наукам о Земле

## Научная деятельность
В. В. Шамов является известным специалистом в области исследований процессов приповерхностного влагооборота на суше, механизмов формирования стока рек, водного баланса озёр и водного режима болот. Он исследует процессы формирования стока в горных и равнинных ландшафтах гумидной области, проводит натурные исследования процессов влагооборота в речных бассейнах, что позволяет более детально изучать и моделировать механизмы взаимодействия поверхностных и подземных компонентов стока.
На основе многолетних натурных исследований В. В. Шамов разработал концепцию климатически обусловленных химических паводков (роста содержания растворенных веществ) в бассейнах больших рек на границе криолитозоны, предложил концептуальную модель водно-экологических последствий изменений глобального климата, обосновал ландшафтно-генетическую типизацию озер в долинах больших рек с оценкой запасов и качества ресурсов озёрных отложений и ландшафтно-генетическую типизацию мелкозалежных торфяных болот в зоне муссонного климата, подверженных интенсивному сельскохозяйственному освоению, с оценкой устойчивости их использования.

### Членство в научных обществах
- Русское географическое общество, действительный член (с 1985)
- Международная ассоциация гидрологических наук (International Association of Hydrological Sciences – IAHS), действительный член (с 2005)
- Член редакционных коллегий научных журналов "Водные ресурсы", "Тихоокеанская география".

### Экспедиционная работа
В. В. Шамов руководил и участвовал в организации и проведении полевых стационарных и экспедиционных работ в различных районах Дальнего Востока и Сибири (Камчатка, Саха-Якутия, Магаданская область, Чукотка, Хабаровский край, Приморский край, Сахалин, Забайкальский край, Иркутская область). 

### Научные работы
Автор более 230 научных работ.
Избранные научные работы:
- Гарцман Б.И., Шамов В.В., Губарева Т.С. и др. Речные системы Дальнего Востока России: четверть века исследований (монография). Владивосток: Дальнаука, 2015. 492 с.
- Губарева Т.С., Гарцман Б.И., Шамов В.В., Болдескул А.Г., Кожевникова Н.К. Разделение гидрографа стока на генетические составляющие // Метеорология и гидрология. 2015. № 3. С. 97-108.
- Гарцман Б.И., Шамов В.В. Натурные исследования стокоформирования в Дальневосточном регионе на основе современных средств наблюдений // Водные ресурсы. 2015. Т. 42. № 6. С. 589.
- Шамов В.В., Ониши Т., Кулаков В.В. Сток растворенного железа в реках бассейна Амура в конце XX века // Водные ресурсы. 2014. Т. 41. № 2. С. 206.
- Шамов В.В., Гарцман Б.И., Губарева Т.С., Макагонова М.А. Исследования гидрологических последствий современных изменений климата в Дальневосточном регионе России // Вестник ДВО РАН. 2014. № 2 (174). С. 15-23.
- Шамов В.В. Влагооборот на суше: системно-методологический и физико-геометрический анализ (монография). Владивосток: Дальнаука, 2006.
- Шамов В.В. Ландшафтно-гидрологическая типизация равнинных озер Нижнего Приамурья // География и природные ресурсы. 2003. № 1. С. 125-132.
- Шамов В.В. Связь функциональной и пространственно-временной структур влагооборота на суше // География и природные ресурсы. 2002. № 1. С. 34-41.
- Гарцман Б.И., Шамов В.В. Системные исследования водного баланса малых речных водосборов // География и природные ресурсы. 1991. № 4. С. 11-20.